# Dwór w Stypułowie Średnim
Dwór w Stypułowie Średnim – wybudowany w 1683 r. w Stypułowie Średnim.

## Położenie
Dwór położony jest w Stypułowie Średnim – wsi w Polsce, w województwie lubuskim, w powiecie nowosolskim, w gminie Kożuchów. Nad rzeką Brzeźnica.

## Opis
Dwór przebudowany w 1844 r. wraz z parkiem z końca XIX w. tworzy zespół dworski „średni”.